# Giuseppe Fiorelli
Pour les articles homonymes, voir Fiorelli.
Giuseppe Fiorelli né à Naples le 8 juin 1823 et mort dans cette même ville le 29 janvier 1896 est un archéologue et numismate italien connu surtout pour ses méthodes de fouilles à Pompéi.

## Biographie
Giuseppe Fiorelli a reçu une formation de numismate. Après avoir terminé ses études en 1844, il travaille au département de numismatique du musée archéologique de Naples. À la suite d'un conflit avec le directeur du musée, il est transféré à Pompéi comme Inspecteur des Fouilles, mais en 1849, il est accusé d'entretenir des opinions libérales et connait une période d'emprisonnement. En 1860, à la suite de la réunion du royaume des Deux-Siciles à l'Italie, il revient en grâce, est nommé professeur d'archéologie à l'université de Naples et redevient Inspecteur des Fouilles de Pompéi.
En 1861, il entreprend le projet d'une maquette du site, qui n'est jamais achevée. De 1860 à 1864, il fait paraître un ouvrage en trois volumes, Pompeianarum Antiquitatum Historia, qui retrace l'histoire des fouilles du site.
En 1863, il succède officiellement à Domenico Spinelli, prince de San Giorgio, à la tête de la surintendance des fouilles, une fonction qu'il assume jusqu'en 1875, année où Michele Ruggiero le remplace.
Giuseppe Fiorelli entreprend une transformation radicale de la gestion du site et des méthodes de fouilles. Plutôt que d'opérer en fouillant d'abord les rues et en pénétrant dans les maisons par le bas, ce qui entraîne des risques d'écroulement, Fiorelli procède au dégagement des maisons par le haut. Avant lui, on fouillait en laissant les déblais autour des bâtiments fouillés. Fiorelli contribue à améliorer l'aspect du site en les faisant enlever. Pour Fiorelli, le but des fouilles n'est pas seulement de mettre au jour des œuvres d'art, mais de récupérer et d'analyser tous les vestiges. C'est dans cette optique qu'il faut inscrire l'invention d'une technique qui le rend célèbre, consistant à réaliser un moulage des victimes, en versant du plâtre dans la cavité  laissée par la décomposition du corps emprisonné dans la gangue de dépôts volcaniques, puis la retirant.
Giuseppe Fiorelli  est également l'auteur d'une division, toujours en usage, du site en neuf « régions ». Alors que sous les Bourbons, la permission de visiter le site, réservée à des hôtes de marque, dépend du souverain, Fiorelli ouvre le site au public, moyennant le paiement d'un droit d'entrée. En 1866, il fonde l'École archéologique de Pompéi.
Parallèlement à sa carrière d'archéologue, Giuseppe Fiorelli  participe à la vie publique. En 1861, il devient conseiller communal et en 1865 sénateur. À la fin de sa vie, à partir de 1875, il occupe la direction générale des Antiquités et des Beaux-arts du royaume d'Italie.
Dans le cadre de ses fonctions, il pose les fondements de la protection du patrimoine en Italie. Atteint de cécité, il quitte son poste en 1891 et meurt à Naples en 1896.

## Publications
- Osservazioni sopra talune monete rare di città greche,
- Monete inedite dell'Italia antica, Naples, 1845, 22, n.9.
- Pompeianarum Antiquitatum Historia, histoire des fouilles de Pompei (1860 - 1864)
- Catalogo del Museo Nazionale di Napoli: Medagliere, Vol. I, Monete Greche, Musée archéologique national de Naples, 1870.
- Catalogo del Museo Nazionale di Napoli: Collezione Santangelo. Naples, 1866-67.
- Descrizione di Pompei, 1875
- Guida di Pompei, Roma (Tipografia Elzeviriana) 1887, p. 112[1]